# Konrad VI Dziekan
Konrad VI Dziekan (oleśnicki) (ur. pomiędzy 1387 a 1391, zm. 3 września 1427) – książę oleśnicki, razem z braćmi, od 1416 roku. 
Konrad VI był trzecim pod względem starszeństwa synem księcia oleśnickiego Konrada III Starego i jego nieznanego pochodzenia żony Guty. Podobnie, jak jego dwóch starszych (Konrad IV Starszy, Konrad V Kącki) i dwóch młodszych braci (Konrad VII Biały, Konrad VIII Młody), na chrzcie książę otrzymał imię Konrad, co było charakterystycznym zwyczajem tej linii piastowskiej. 
W celu uniknięcia nadmiernego rozdrobnienia i tak już niewielkiej dzielnicy oleśnickiej Konrad VI, podobnie jak jego brat Konrad IV, wybrał karierę duchowną, nie rezygnując jednakże z życia publicznego. Głównym motywem takiego działania była chęć zdobycia jak największych wpływów politycznych na Śląsku. 
Podobnie jak u Konrada IV, kariera Konrada VI rozwijała się błyskawicznie. Już w 1413 roku został on kanonikiem w kapitule wrocławskiej i scholastykiem w Głogowie, zaś rok później z nominacji biskupa Wacława został dziekanem.
W 1416 roku, w związku z tym, że wszyscy synowie Konrada III osiągnęli pełnoletniość, doszło do formalnego rozdzielenia kompetencji w odziedziczonym księstwie. W podziale uczestniczyli również książęta, którzy wybrali karierą duchowną. Nie znamy szczegółów tego podziału (z wyjątkiem działu najstarszego z braci). Z analizy tytulatury Konrada VI i miejsca wystawiania dokumentów możemy przypuszczać, że książę bezpośrednio władzę sprawował nad okręgiem Ścinawy, Wołowa i Lubiąża. Podział ten był jednak tylko formalny, gdyż żaden z braci nie mógł sprzedać ani zastawić swojego działu bez zgody reszty. 
Pomimo otwierających się widoków na karierę duchowną, do naszych czasów zachowały się głównie informacje dotyczące świeckiej działalności Konrada. Co więcej, książę w latach dwudziestych XV wieku wdał się w długotrwały spór majątkowy z opatem klasztoru cystersów w Lubiążu, w wyniku którego znalazł się nawet pod klątwą kościelną. Spór zakończył się dopiero na skutek interwencji papieża Marcina V. 
Konrad VI Dziekan zmarł niespodziewanie przed osiągnięciem czterdziestego roku życia, 3 września 1427 roku, i został pochowany w klasztorze cystersów w Lubiążu.